# Wilchiwci (przystanek kolejowy)
Wilchiwci (ukr. Вільхівці) – przystanek kolejowy w miejscowości Wilchiwci, w rejonie kamienieckim, w obwodzie chmielnickim, na Ukrainie. Położony jest na linii Jarmolińce – Husiatyn.